# Palden Gyatso
Palden Gyatso (Panam, Tíbet; 1933-Dharamsala, 30 de noviembre de 2018) fue un monje budista tibetano nacido en China.
Durante la invasión china del Tíbet, Palden Gyatso fue arrestado por protestar y pasó 33 años en cárceles y campos de trabajos forzados en China, donde fue torturado. Luego de su liberación en 1992, escapó de China y se exilió en Dharamsala (norte de India). Desde entonces y hasta su fallecimiento, continuó profesando el budismo y desarrollando cierto activismo político, divulgando en sus viajes por todo el mundo la causa del Tíbet. Fue el protagonista de la película documental Fuego bajo la nieve, estrenada en 2008.

## Vida
Fue el segundo hijo de una familia acomodada. Su aldea natal se encuentra ubicada sobre el río Nyangchu, entre Gyantse y Shigatse. En 1943 entró al monasterio de Gadong como monje novicio. Durante la invasión China, fue nominado como monje pleno de la escuela de Gelug. Más adelante, estudió en el monasterio de Drepung situado cerca de Lhasa.
Luego de la Rebelión tibetana de 1959, Palden Gyatso fue arrestado por las autoridades chinas. A consecuencia de esto, pasó los siguientes 33 años en diferentes cárceles chinas y campos de trabajos forzados. Fue obligado a participar en clases barbáricas de reeducación y fue brutalmente torturado, causándole daños físicos irreparables. Durante este tiempo, continuó cumpliendo con el Dharma (las enseñanzas de Buda).
En el año 1992 Palden Gyatso fue liberado. Luego de su liberación, escapó hacia Dharamasala en India, el lugar del Gobierno tibetano en el exilio. Allí fue donde escribió su autobiografía Fuego bajo la nieve en tibetano, la cual, desde entonces, ha sido traducida a muchos idiomas y fue el tema de una película en 2008.
Durante sus visitas a Europa y América, se convirtió en un oponente político activo de la ocupación china del Tíbet tras haber sido testigo de la misma por muchos años durante su reclusión. En 1995 fue escuchado por la Comisión de Derechos Humanos de las Naciones Unidas en Ginebra.
Palden Gyatso pasó los últimos años de su vida en Dharamsala continuando con sus estudios budistas.

## Literatura
- 1997, Fuego bajo la nieve (ISBN 1860465099)